# Higasiómi
Higasiómi (japánul 東近江市, Higasiómi-si, szó szerinti fordításban Kelet-Ómi) város a japán Siga prefektúrában. 2008. január 1-jén a település lakossága 117 487 fő, népsűrűsége 302 fő/km² volt. Higasiómi teljes területe 388,58 km².
A várost 2005. február 11-én alapították, miután Jókaicsi, Eigendzsi, Gokasó, Aitó és Kotó összeolvadt.
2006. január 1-jén Notogava és Gamó egyesült Higasiómival.

## Népesség
A település népességének változása:
| Lakosok száma | 115 479 | 114 180 | 112 459 |
|               | 2010    | 2015    | 2021    |